# Леонтій Печерський

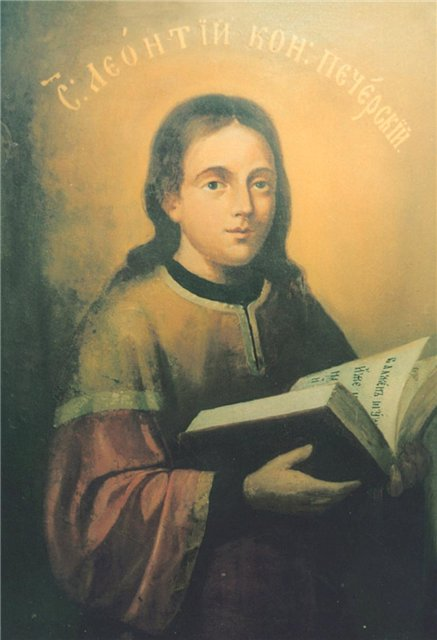
Преподобний Леонтій Печерський, канонарх

Леонтій Печерський (XIV або ХІІІ ст.) - канонарх Печерський. Преподобний. 

## Життєпис
Преподобний Леонтій родом був з Волині.
Ще в отроцтві постригся в ченці, в усьому наслідуючи досвідчених старців. Виходячи з того, що прп. Леонтій виконував послух канонарха, можна припустити, що він вмів читати, мав гарний голос і музичний слух. Крім Леонтія відоме ім'я ще одного канонарха - Геронтія.
Святий помер дуже молодим в XIV столітті й за самовідданий подвиг спасіння прославлений Господом благодатним даром чудотворним.
Його прославлення почалося незабаром після смерті й уже наприкінці XIV століття зустрічається кондак преподобному Леонтію.

## Мощі
Його мощі спочивають у Дальніх печерах, поряд з мощами преподобного Тита Воїна.
Павло Алеппський, який відвідав монастир у 1653 році, писав, що бачив тіла двох отроків, голови, яких жовтого кольору і які мироточать.

В акафісті всім Печерським преподобним про нього сказано: 
|  | «Радуйтеся, Леонтіє і Геронтіє, бо з дитинства ви Христа полюбили; радуйтеся, бо в юнацькі роки ви наставникам уподібнились.» |

Пам'ять звершується 10 вересня і 1 липня.